# Tettauer Schanze
Die Tettauer Schanze bzw. die Tettauer Schanzen waren eine 1485 errichtete und bis 1490 bestehende Befestigungsanlage in der Nähe von Ernsthofen in Niederösterreich. Die Anlage bestand wohl aus zwei gegenüberliegenden Schanzen am linken und am rechten Ufer der Enns. Der Name der Schanzen bezieht sich auf Hauptmann Wilhelm von Tettau, den Führer der ungarischen Söldner. 

## Lage

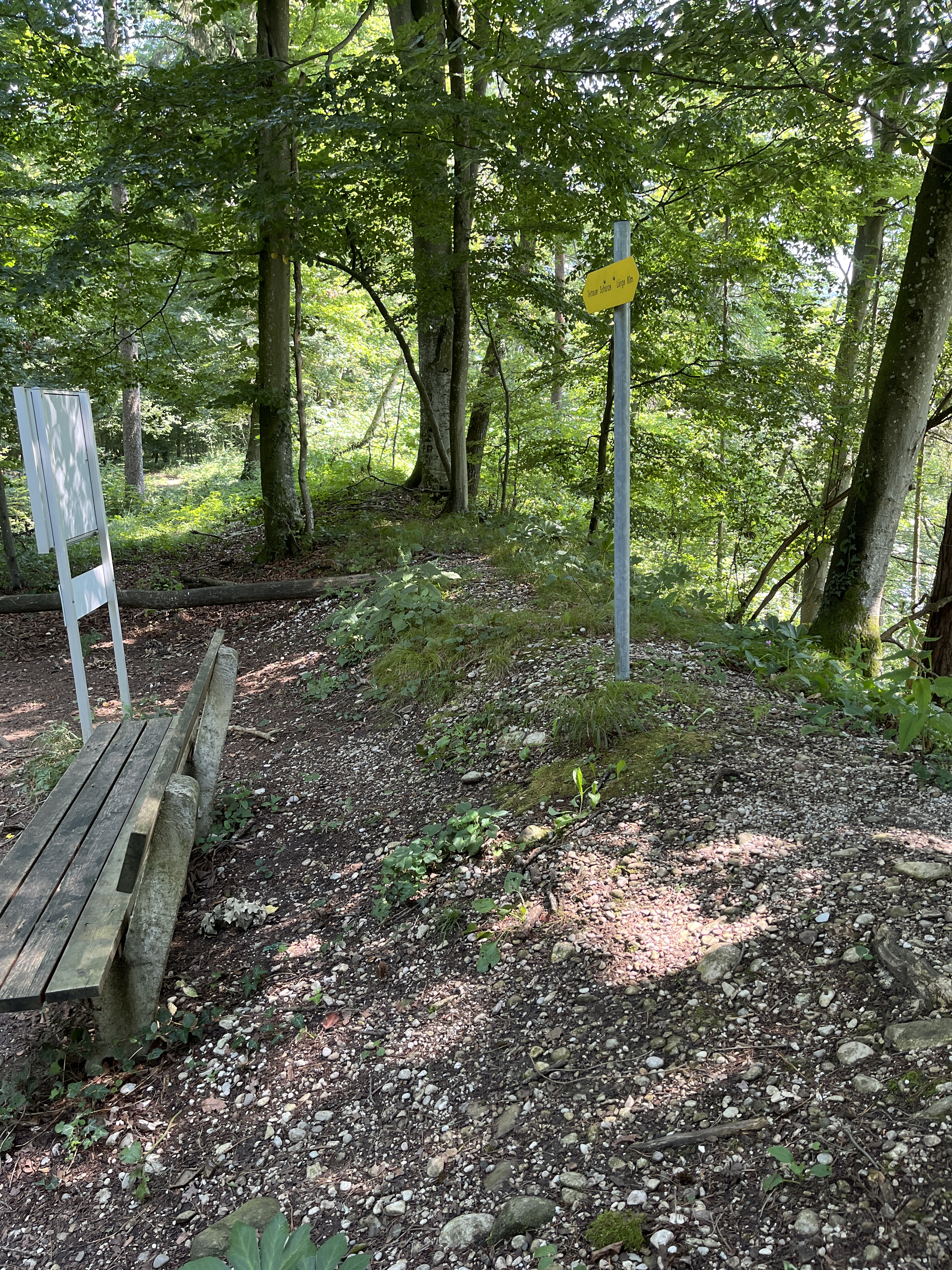
Diskutierter Standort der Tettauer Schanze in Winkling, Kronstorf

Der genaue Standort der Schanzen ist bislang nicht nachweisbar.
Folgende mögliche Standorte werden genannt:
- im Bereich des Ortsteils Winkling der Gemeinde Kronstorf.[3] Hier fehlt aber ein geeignetes Gelände für die Gegenschanze auf der niederösterreichischen Seite.
- auf Höhe der Basteistraße in Kronstorf[4]
- bei der Ortschaft Hainbuch im Gemeindegebiet von Haidershofen[1]

## Geschichte
Bei den kriegerischen Auseinandersetzungen zwischen Kaiser Friedrich III. und dem ungarischen König Matthias Corvinus drangen 1481/82 ungarische Söldnerscharen bis über die Enns vor und bedrängten sogar das Stift St. Florian. 1485 bezog eine ungarische Abteilung bei der Furt in Ernsthofen Stellung und erbaute neben einer Brücke an beiden Ennsufern eine Befestigungsanlage, die nach ihrem Söldnerführer Wilhelm von Tettau benannt wurde. Wilhelm von Tettau war bereits 1482 an der Belagerung Hainburgs beteiligt, wurde dort gefangen genommen und später ausgelöst. Auch an der Belagerung von Wiener Neustadt 1486/87 nahm er teil.
Von der Tettauer Schanze aus plünderten die Ungarn Steyr und die Gegend bis St. Florian. Durch den Tod des Corvinius im Jahre 1490 konnte sich die ungarische Besatzung nur mehr bis zum Oktober dieses Jahres halten, dann mussten sie einem Aufgebot des Landeshauptmannes Gotthard von Starhemberg weichen.